# Novius
Novius (Kr. e. 2. század – Kr. e. 1. század) római komédiaköltő
Kr. e. 90 körül alkotott, több, a fabula atellana műfajában fogant komédia szerzője volt. Munkái néhány töredék kivételével elvesztek.